# Toys in the Attic
Toys in the Attic je třetí album rockové skupiny Aerosmith. Vyšlo v roce 1975 a stalo se jejich druhým nejúspěšnějším albem s prodejem osmi milionů kusů v USA.

## Seznam skladeb
1. "Toys In The Attic" – 3:05
2. "Uncle Salty" – 4:11
3. "Adam's Apple" – 4:33
4. "Walk This Way" – 3:40
5. "Big Ten Inch Record" – 2:16
6. "Sweet Emotion" – 4:35
7. "No More No More" – 4:33
8. "Round and Round" – 5:03
9. "You See Me Crying" – 5:12